# Antiquity (rivista)
 Antiquity  è una rivista accademica bimestrale in formato cartaceo e online, dedicata all'archeologia, con un respiro globale e articoli riferiti a tutte le epoche storiche. Il periodico è diretto da Robert Witcher, professore associato di archeologia all'Università di Durham e, a partire dal 2015, è edita dalla Cambridge University Press.

## Storia
La rivista fu fondata nel 1927 dall'archeologo britannico OGS Crawford  (1886-1957), specializzato nel'archeologia del Sudan e del periodo preistorico della Gran Bretagna. È proprietà dell'Antiquity Trust, un'organizzazione caritatevole regolarmente registrata.

## Lista degli editori
- O. G. S. Crawford (1927–1957)
- Glyn Daniel (1958–1986)
- Christopher Chippindale (1987–1997)
- Caroline Malone (1998–2002)
- Martin Carver (2003–2012)
- Chris Scarre (2013–2017)
- Robert Witcher (2018–present)[4]

## Organismi
Il comitato dei garanti è composto da: Graeme Barker, Amy Bogaard, Robin Coningham, Barry Cunliffe, Roberta Gilchrist, Chris Gosden, Anthony Harding, Paul Mellars, Martin Millett, Nicky Milner, Stephanie Moser e Cameron Petrie.
Il comitato di controllo editoriale è formato da 25 membri provenienti da Australia, Brasile, Cina, Francia, Germania, Giappone, Nuova Zelanda, Filippine, Russia, Regno Unito e Stati Uniti.